# Дедино
 Тази статия е за селото в България.  За селото в Северна Македония вижте Дедино (община Конче).  
Дѐдино е село в Южна България, община Ардино, област Кърджали.

## География
| Население по години | Население по години |
| ------------------- | ------------------- |
| 1992 г.             | 167 души            |
| 2001 г.             | 55 души             |
| 2011 г.             | 57 души             |
| 2019 г.             | 81 души             |

Село Дедино се намира в най-източната част на Западните Родопи, на 3 – 4 км западно от границата им  с Източните Родопи. Надморската височина при входната пътна табела откъм село Долно Прахово е около 703 м.

## История
Село Дедино е създадено при отделяне от село Долно Прахово през 1986 г. 

## Население
Преброяване на населението през 2011 г.
Численост и дял на етническите групи според преброяването на населението през 2011 г.:
|                     | Численост | Дял (в %) |
| Общо                | 57        | 100,00    |
| Българи             | 0         | 0,000     |
| Турци               | 51        | 89,47     |
| Цигани              | 0         | 0,00      |
| Други               | 0         | 0,00      |
| Не се самоопределят | 0         | 0,00      |
| Неотговорили        | 6         | 10,52     |

## Религии
Изповядваната религия в село Дедино е ислям.

## Обществени институции
Село Дедино е център на кметство Дедино. 